# Riodades
Riodades es una freguesia portuguesa del municipio de São João da Pesqueira. Según el censo de 2021, tiene una población de 405 habitantes.